# Aiolosaurus
Aiolosaurus — вимерлий рід варанів з пізньої крейди Монголії. Тип і єдиний вид, Aiolosaurus oriens, був названий у 2000 році з Укхаа Толгод, багатого викопного місця у формації Дядохта кампанського періоду.

## Класифікація
Спочатку Aiolosaurus класифікували як основного члена Varanoidea, надродини, яка включає варанів, гелодерматид і мозазаврів. Чермінотус, інший вараноїд пізньої крейди з Монголії, також був класифікований таким чином. У філогенетичному аналізі 2008 року Aiolosaurus був класифікований як член Varanidae. Він був поміщений в підродину Lanthanotinae разом з Cherminotus і живим безвухим вараном. Інший аналіз 2008 року підтвердив віднесення Aiolosaurus до Varanidae, але не виявив, що він належить до Lanthanotinae. Натомість було виявлено, що це більш базальний варанід. Як одні з найдавніших варанів, Aiolosaurus, Cherminotus і споріднений Ovoo є представниками першого еволюційного розділення варанід.